# Szymon Bajor
Szymon Bajor (ur. 15 czerwca 1988 w Kolbuszowej) – polski zawodnik mieszanych sztuk walki (MMA). Były mistrz PLMMA w wadze ciężkiej. Ćwierćfinalista turnieju Rizin Fighting World Grand Prix 2016. W latach 2021–2022 tymczasowy mistrz FEN w wadze ciężkiej. Walczył także dla PFL. Aktualnie związany z KSW, w której zajmuje 7 miejsce w oficjalnym rankingu wagi ciężkiej.

## Kariera MMA

### Wczesna kariera
W mieszanych sztukach walki zadebiutował 9 maja 2010 roku w Rzeszowie podczas gali Podkarpackiej gali MMA. Pierwotnie wydarzenie to planowano by odbyło się 10 kwietnia tego samego roku. Bajor w drugiej rundzie zacisnął duszenie ramieniem Maciejowi Surmie, w wyniku czego ten poddał się.
Pięć miesięcy później na drugiej Podkarpackiej gali MMA poddał kimurą Norberta Piskorskiego, tym razem już w pierwszej rundzie.
Pierwszej porażki doznał w Koszalinie w pojedynku z Piotrem Piotrowskim, który w parterze rozbijał uderzeniami Bajora, w wyniku czego sędzia przerwał to starcie.
Następne 4 walki z rzędu zwyciężył, pokonywał m.in. Martina Novaka, Štefana Krajčía, Grzegorza Omańskiego czy Artura Głuchowskiego.
1 czerwca 2012 w Mielcu podczas walki wieczoru gali Prime FC 1 uległ przez niejednogłośną decyzję sędziowską (po dogrywce) niepokonanemu Marcinowi Tyburze.
22 września 2012 w niemieckim Wuppertalu zawalczył o pas mistrzowski niemieckiej organizacji Respect FC w wadze ciężkiej. Przegrał na 6 sekund przed końcem pierwszej rundy, kiedy to jego rywal Björn Schmiedeberg poddał Bajora dźwignią na staw kolanowy.

### PLMMA
Następnie Bajor dołączył do Profesjonalnej Ligi MMA, dla której trzykrotnie walczył podczas gal PLMMA. W tej ostatniej, którą stoczył 15 czerwca 2013 podczas PLMMA 18: Extra / Prime FC 4 zdobył pas mistrzowski organizacji, po poddaniu kimurą Błażeja Wójcika w trzeciej odsłonie rundowej.

### PFL
W lipcu 2022 roku czołowa organizacja Professional Fighters League ogłosiła, że Bajor zasila jej szeregi i podano szczegóły jego debiutu dla amerykańskiej organizacji. Pierwotnie planowano by Bajor w następnym miesiącu zawalczył z Hatefem Moeilem, jednak ostatecznie 13 sierpnia w Cardiff jego przeciwnikiem został Brazylijczyk Ronny Markes, którego pokonał jednogłośnie na punkty (30-27, 30-27, 29-27).
W styczniu 2023 roku Bajor ogłosił, że walka stoczona dla PFL była dla niego jednorazową przygodą, po której kontrakt z amerykańską organizacją wygasł.

### Powrót do KSW
Po opuszczeniu PFL związał się po ponad 7 latach z Konfrontacją Sztuk Walki, gdzie podczas gali KSW 84 w Polsat Plus Arenie Gdynia zawalczył z ówczesnym mistrzem Philem De Friesem o pas mistrzowski w wadze ciężkiej. Przegrał na 3 sekundy przed końcem drugiej rundy przez techniczne poddanie, kiedy to Anglik udusił Bajora do nieprzytomności.
16 grudnia 2023 w PreZero Arenie Gliwice podczas gali XTB KSW 89 zmierzył się z byłym mistrzem czesko-słowackiej federacji Oktagon MMA, Viktorem Peštą. Zwyciężył przez niejednogłośną decyzję sędziów. Jeden z punktantów wskazał zwycięstwo Czecha, zaś dwaj pozostali ocenili wygraną dla Bajora.
24 sierpnia 2024 w walce wieczoru tarnowskiej gali KSW 97 zawalczył z byłym zawodnikiem organizacji PFL, Brazylijczykiem – Matheusem Scheffelem. Bajor mimo pozycji faworta przegrał z rywalem jednogłośnie na punkty.
Podczas gali XTB KSW 105: Bartosiński vs. Grzebyk 2, która odbyła się 26 kwietnia 2025 w gliwickiej PreZero Arenie, skrzyżował rękawice z byłym zawodnikiem UFC, Augusto Sakaiem. Bajor ponownie musiał uznać wyższość reprezentanta Brazylii, który zwyciężył niejednogłośnie na kartach punktowych.

## Osiągnięcia

### Mieszane sztuki walki
- Profesjonalna Liga MMA
  - 2013-2014: Mistrz PLMMA w wadze ciężkiej
- Rizin Fighting Federation
  - 2016: Ćwierćfinalista Rizin Fighting World Grand Prix 2016
- Fight Exclusive Night
  - 2021-2022: Tymczasowy mistrz FEN w wadze ciężkiej

## Lista zawodowych walk w MMA
| Wynik     | Bilans | Przeciwnik (bilans przed walką) | Rozstrzygnięcie                                     | Runda | Czas | Rozgrywki                                         | Data       | Miejsce     | Uwagi                                                                                                   |
| --------- | ------ | ------------------------------- | --------------------------------------------------- | ----- | ---- | ------------------------------------------------- | ---------- | ----------- | --- |
|           |        | Ricardo Prasel (13-5)           |                                                     |       |      | XTB KSW 110: Grzebyk vs. Tulshaev                 | 20.09.2025 | Rzeszów     | |
| Przegrana | 25-12  | Augusto Sakai (16-6-1)          | Decyzja (niejednogłośna)                            | 3     | 5:00 | XTB KSW 105: Bartosiński vs. Grzebyk 2            | 26.04.2025 | Gliwice     | |
| Przegrana | 25-11  | Matheus Scheffel (17-11. 1NC)   | Decyzja (jednogłośna)                               | 3     | 5:00 | KSW 97: Bajor vs. Scheffel                        | 24.08.2024 | Tarnów      | Main Event                                                                                              |
| Wygrana   | 25-10  | Viktor Pešta (19-8)             | Decyzja (niejednogłośna)                            | 3     | 5:00 | XTB KSW 89: Bartosiński vs. Parnasse              | 16.12.2023 | Gliwice     | |
| Przegrana | 24-10  | Phil De Fries (23-6. 1NC)       | Technicznie poddanie (duszenie zza pleców)          | 2     | 4:57 | KSW 84: De Fries vs. Bajor                        | 15.07.2023 | Gdynia      | Pojedynek o pas międzynarodowego mistrza KSW w wadze ciężkiej. Main Event                               |
| Wygrana   | 24-9   | Ronny Markes (22-9)             | Decyzja (jednogłośna)                               | 3     | 5:00 | PFL 8: 2022 Playoffs                              | 13.08.2022 | Cardiff     | Debiut w PFL.                                                                                           |
| Wygrana   | 23-9   | Bartosz Szewczyk (3-0)          | Poddanie (duszenie zza pleców)                      | 2     | 2:57 | FEN 37: Energa Fight Night Wrocław                | 27.11.2021 | Wrocław     | Zdobył tymczasowy pas mistrzowski FEN w wadze ciężkiej.                                                 |
| Wygrana   | 22-9   | Ednaldo Oliveira (21-7-1)       | TKO (uderzenia łokciami w parterze)                 | 3     | 4:06 | FEN 32: Lotos Fight Night Warszawa                | 20.02.2021 | Warszawa    | Eliminator do walki o pas mistrzowski FEN w wadze ciężkiej.                                             |
| Wygrana   | 21-9   | Tassilo Lahr (18-6-1)           | TKO (niezdolność rywala do kontynuowania pojedynku) | 1     | 5:00 | FEN 30: Lotos Fight Night Wrocław                 | 03.10.2020 | Wrocław     | |
| Przegrana | 20-9   | Oli Thompson (20-12)            | KO (prawy sierpowy)                                 | 1     | 0:23 | FEN 28: Lotos Fight Night                         | 13.06.2020 | Nieporaz    | Pojedynek o pas mistrzowski FEN w wadze ciężkiej.                                                       |
| Wygrana   | 20-8   | Marcin Sianos (4-3)             | TKO (łokcie w parterze)                             | 2     | 3:03 | FEN 26: The Greatness                             | 12.10.2019 | Wrocław     | Eliminator do walki o pas mistrzowski FEN w wadze ciężkiej.                                             |
| Wygrana   | 19-8   | Ramis Teregułow (16-5-1)        | TKO (ciosy pięściami w parterze)                    | 1     | 3:12 | Gorilla Fighting Championship 15                  | 27.07.2019 | Penza       | Main Event.                                                                                             |
| Wygrana   | 18-8   | Grzegorz Ciepliński (8-6)       | TKO (ciosy pięściami w parterze)                    | 1     | 4:20 | FEN 24: All or Nothing                            | 16.03.2019 | Warszawa    | Debiut w FEN.                                                                                           |
| Przegrana | 17-8   | Aleksandr Jemieljanienko (25-7) | KO (ciosy pięścią i ciosy w parterze)               | 1     | 3:03 | Battle on Volga 3                                 | 04.03.2018 | Togliatti   | Turniej „Bitwa o Wołgę”.                                                                                |
| Wygrana   | 17-7   | Aleksander Stoliarow (19-5)     | TKO (ciosy pięściami)                               | 3     | 1:03 | League S-70                                       | 08.08.2017 | Soczi       | |
| Przegrana | 16-7   | Walentin Mołdawski (4-0)        | Decyzja (jednogłośna)                               | 2     | 5:00 | Rizin Fighting World Grand Prix 2016: 2nd Round   | 29.12.2016 | Saitama     | Ćwierćfinał turnieju Rizin Fighting World Grand Prix 2016 wagi ciężkiej.                                |
| Wygrana   | 16-6   | Teodoras Aukštuolis (9-3)       | Decyzja (jednogłośna)                               | 2     | 5:00 | Rizin Fighting World Grand Prix 2016: 1st Round   | 25.09.2016 | Saitama     | Pierwsza runda turnieju Rizin Fighting World Grand Prix 2016 wagi ciężkiej.                             |
| Wygrana   | 15-6   | Jędrzej Maćkowiak (4-0)         | Decyzja (jednogłośna)                               | 3     | 5:00 | KSW 34: New Order                                 | 05.03.2016 | Warszawa    | |
| Przegrana | 14-6   | Michał Włodarek (6-0)           | Decyzja (jednogłośna)                               | 3     | 5:00 | KSW 30: Genesis                                   | 21.02.2015 | Poznań      | |
| Wygrana   | 14-5   | Kamil Waluś (4-2)               | TKO (ciosy pięściami)                               | 1     | 1:42 | KSW 28: Fighters’ Den                             | 04.10.2014 | Szczecin    | |
| Przegrana | 13-5   | Jacek Czajczyński (6-6-1)       | Decyzja (jednogłośna)                               | 3     | 5:00 | Pro MMA Challenge 1                               | 01.03.2014 | Wrocław     | |
| Przegrana | 13-4   | Denis Gołcow(8-4)               | TKO (ciosy pięściami)                               | 2     | 4:07 | Union of Veterans of Sport: Cup of Champions 2013 | 21.12.2013 | Nowosybirsk | |
| Wygrana   | 13-3   | Chaban Ka (6-2-1)               | TKO (ciosy pięściami)                               | 3     | 4:35 | ProFC 51: Baltic Challenge 5                      | 12.11.2013 | Kaliningrad | |
| Wygrana   | 12-3   | Błażej Wójcik (3-2)             | Poddanie (kimura)                                   | 3     | 1:26 | PLMMA 18: Extra / Prime FC 4                      | 15.06.2013 | Rzeszów     | Zdobył pas PLMMA w wadze ciężkiej.                                                                      |
| Wygrana   | 11-3   | Rafał Niedziałkowski (2-2)      | Poddanie (dźwignia prosta na staw łokciowy)         | 1     | 4:35 | PLMMA 13: Prime FC 3 / Rzeszów                    | 23.03.2013 | Rzeszów     | |
| Wygrana   | 10-3   | Nikolai Danilov (3-1)           | TKO (kopnięcie na korpus)                           | 2     | 2:32 | PLMMA 8: Prime FC 2 / Tarnobrzeg                  | 17.11.2012 | Tarnobrzeg  | |
| Przegrana | 9-3    | Björn Schmiedeberg (8-3)        | Poddanie (dźwignia prosta na staw kolanowy)         | 1     | 4:54 | Respect FC 8                                      | 22.09.2012 | Wuppertal   | Pojedynek o pas mistrzowski Respect FC w wadze ciężkiej. Co-Main Event.                                 |
| Przegrana | 9-2    | Marcin Tybura (4-0)             | Decyzja (niejednogłośna)                            | 3     | 3:00 | Prime FC 1: Bajor vs. Tybura                      | 01.06.2012 | Mielec      | Po dwóch rundach sędziowie orzekli remis, w związku z czym została dodana dogrywkowa runda. Main Event. |
| Wygrana   | 9-1    | Artur Głuchowski (4-4)          | Poddanie (dźwignia prosta na staw łokciowy)         | 2     | 2:48 | MMA Fight Night 1: Diva Spa                       | 19.05.2012 | Kołobrzeg   | Main Event.                                                                                             |
| Wygrana   | 8-1    | Grzegorz Omański (0-1)          | Decyzja (jednogłośna)                               | 1     | 5:00 | Do or Die Wrestling                               | 10.03.2012 | Kolbuszowa  | |
| Wygrana   | 7-1    | Štefan Krajčí (0-1)             | TKO (ciosy pięściami)                               | 1     | 3:20 | OEF – Carphatian Primus Belt Round 1              | 13.11.2011 | Rzeszów     | |
| Wygrana   | 6-1    | Martin Novak (0-0)              | TKO (poddanie się po ciosach)                       | 1     | ?    | Nights of Fights 2 – Laincz vs Jakopić            | 05.11.2011 | Preszów     | |
| Przegrana | 5-1    | Piotr Piotrowski (3-1)          | Poddanie (ciosy w parterze)                         | 2     | 2:50 | Champions Night – Nastula vs. Wroński             | 20.04.2011 | Koszalin    | |
| Wygrana   | 5-0    | Matej Šurin (1-0)               | Poddanie (skrętówka)                                | 1     | 1:54 | Predators Cage Night                              | 25.06.2011 | Brezno      | |
| Wygrana   | 4-0    | Norbert Piskorski (1-2)         | Poddanie (skrętówka)                                | 1     | 1:06 | Olimp Extreme Fight – Poland vs Czech Republic    | 22.05.2011 | Tarnobrzeg  | |
| Wygrana   | 3-0    | Bartosz Różycki (0-0)           | Poddanie (duszenie zza pleców)                      | 2     | 1:13 | Fight on the East – Poland vs Ukraine             | 23.01.2011 | Rzeszów     | |
| Wygrana   | 2-0    | Norbert Piskorski (1-0)         | Poddanie (kimura)                                   | 1     | 2:50 | Podkarpacka Gala MMA 2                            | 10.10.2010 | Rzeszów     | |
| Wygrana   | 1-0    | Maciej Surma (0-0)              | Poddanie (duszenie ramieniem)                       | 2     | 2:54 | Podkarpacka Gala MMA 1                            | 09.05.2010 | Rzeszów     | +100 kg                                                                                                 |